# Cyrus Christie
Cyrus Sylvester Christie (ur. 30 września 1992 w Coventry) – irlandzki piłkarz angielskiego pochodzenia występujący na pozycji obrońcy w angielskim klubie Fulham oraz w reprezentacji Irlandii. Wychowanek Coventry City, w swojej karierze grał także w takich klubach, jak Nuneaton Town oraz Hinckley United. Znalazł się w kadrze na Mistrzostwa Europy 2016.